# Michala Kvapilová
Michala Kvapilová ou Michala Frank (Liberec, 8 de fevereiro de 1990) é uma ex-voleibolista indoor e jogadora de vôlei de praia checa, competindo nesta modalidade sagrou-se medalhista de prata na Letônia em 2017.

## Carreira
Em 2017 estava formando dupla com Kristýna Kolocová e disputaram o Campeonato Europeu de Voleibol de Praia em Jūrmala e obteve a medalha de prata.